# Felix Hemmerlin
Felix Hemmerlin (Zürich, 1388/1389 – Luzern, 1457/1461 között) pap, svájci heraldikai író. 
A neve előfordul Hemmerlein és Felix Malleolus alakban is.

## Élete

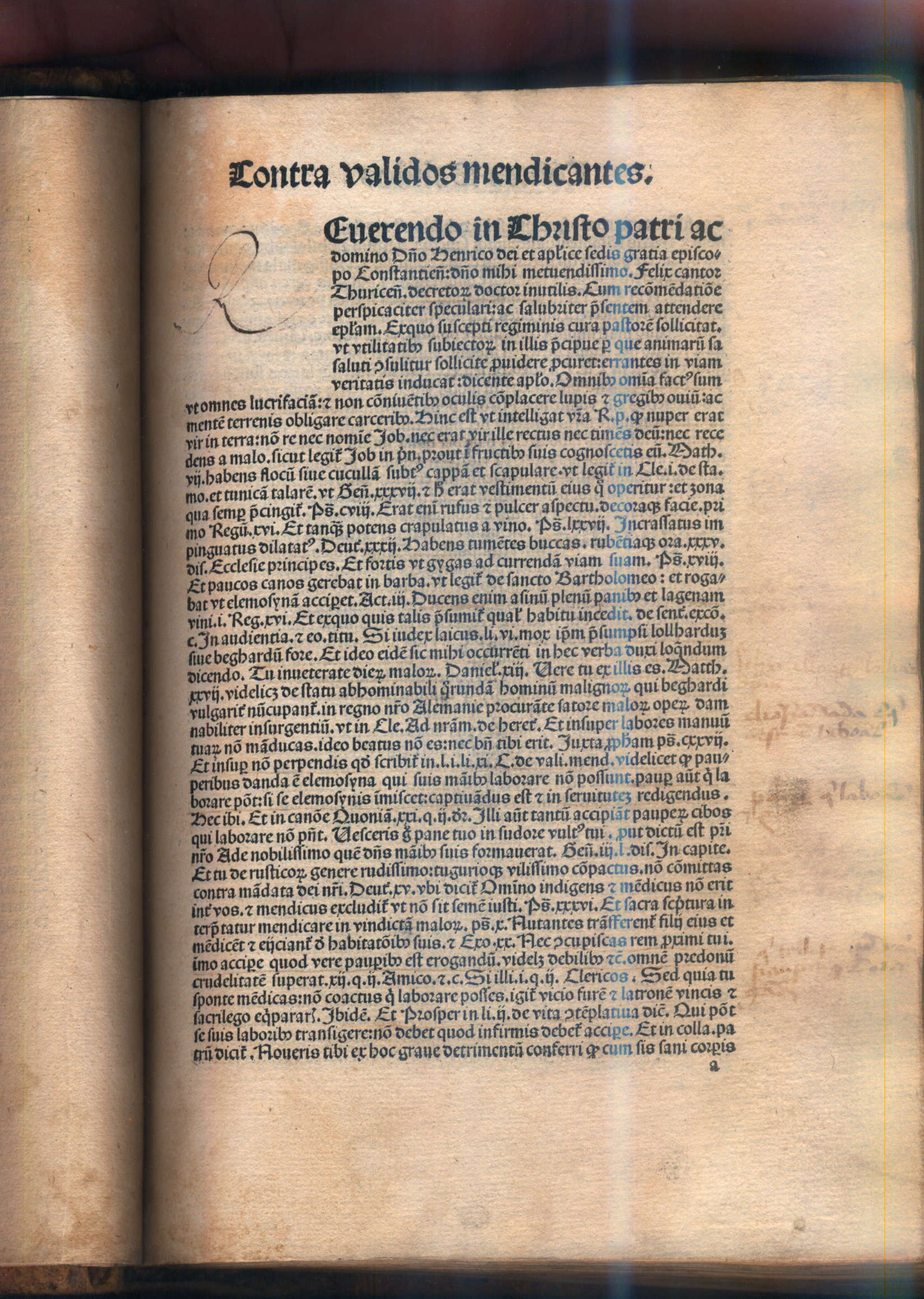
Felix Hemmerlin „Variae oblectationis opuscula et tractatus” című munkájának első oldala az 1497-es Strassburgi, Johann Grüninger-féle kiadásból.

Az erfurti, majd 1408-tól a bolognai egyetemen tanult jogot négy évig. 1412-ben Zürichben a Szt. Félix és Regula egyház kanonoka, és valamivel később ugyanezt a tisztet töltötte be a zofingeni Szt. Mauríciusz egyházban is. 1413-ban az erfurti egyetemen kánonjogból szerzett baccalaureusi címet. Ezt követően részt vett a konstanzi zsinaton, ahol az egyházi reformpárthoz tartozott. 1422-ben Solothurnban a Szent-Ursus székesegyház prépostja, majd 1428-ban Zürichben kántor (éneklő kanonok). Megreformálta a kórustagok életvitelére vonatkozó szabályokat és erélyesen védelmezte a káptalan jogait a világi hatalmasságokkal szemben. 1423-ban visszatért a bolognai egyetemre, ahol a következő évben kánonjogból licenciátusi és doktori címet szerzett. Ennek okirata ma is látható a zürichi városi múzeumban, mely a legrégibb ismert eredeti doktori oklevél.
Solothurnba való visszatérése után teológiával foglalkozott és 1430-ban szentelték pappá. 1439-ben megreformálta a zürichi káptalant, de ezzel nem mindenki értett egyet. Miután egy pamfletben hevesen kikelt a közösségen belüli életvitel ellen, néhány kórustag összeesküvést szőtt ellene és súlyosan megsebesítették, de sikerült felépülnie. Megújította támadásait az egyházi visszaélések ellen. Politikailag szülővárosa, Zürich pártján állt a Svájci Konföderációval szemben, melyet legkomolyabban az 1450-ben összeállított De nobilitate et rusticitate című művében támadott és ezzel számos ellenséget szerzett magának. Az 1456-os zürichi ünnepség, melyen a város egyezségén vigadtak Svájccal, jó alkalmat kínált az ellenségeinek a bosszúra. A házában elfogták és átadták a konstanzi fővikáriusnak, majd az egyházi bíróság megfosztotta zürichi kanonoki címétől és élethosszig tartó elzárásra ítélte. A luzerni ferences kolostorban szigorú fogságra vetették. Solothurni prépostságát a luzerni egyházmegyében fekvő penthazi plébániára cserélte. Egyesek Hemmerlint helytelenül a protestáns reformáció előfutárának tartják.

## Munkássága
Széles körű tevékenységet fejtett ki. Jogi tanulmányai mellett görögül és héberül is megtanult. Több mint harminc vitairatot szerkesztett különféle tárgyban, főleg a koldulórendek, a beginák, Cusanus, a bíborosok, a Római Kúria, a pápa ellen. Luzerni fogságában számos írást készített. Csak kevés munkáját nyomtatták ki. Néhány művét Sebastian Brant szerkesztette Bázelben, majd továbbiakat ugyanott 1497-ben.

## Hemmerlin a heraldikában
Tractatus de nobilitate et rusticitate című művében külön fejezetet szentel a címertannak. Megkísérli felvázolni a címerek történetét. 146 verset vett át Conrad von Mure címerkölteményeiből, amivel megmentette azokat a pusztulástól. Említett műve 26 fejezetből áll, melyek nagy része a címerekkel foglalkozik. Felhasználta hozzá Bartolo de Sassoferrato művét is, mely alapvető módon hatott Hemmerlin címerelméletére.

## Főbb művei
- De exorcismis (circa 1445.)
- De credulitate Daemonibus adhibenda (1454.)
- Opuscula et tractatus
- Tractatus de exorcismis
- De emptione et venditione unius pro viginti